# Tāghūt
Tāghūt (arabisch طاغوت, DMG ṭāġūt), Plural Tawāghīt (طواغيت / ṭawāġīt), bezeichnet im koranischen Kontext die Götter der Feinde Muhammads. Koran-Kommentatoren verwendeten spätestens seit at-Tabarī, der es mit dem arabischen Wort autān (Götzen) erklärt, den Begriff in Bezug auf Götzendienst oder teils für Satane. Die letztere Verwendung bezog sich in erster Linie auf das vorislamische Arabien als Bezeichnung für Gebäude, die ähnlich wie die Kaaba als Heiligtümer von Gottheiten verehrt wurden, und an denen Heiligtumswächter tätig waren. Man brachte ihnen Weihegaben dar, umkreiste sie in Form eines Tawaf und schlachtete bei ihnen Opfertiere.

## Etymologie
Der Orientalist Theodor Nöldeke beschrieb den Begriff als eines aus dem Äthiopisch stammenden Wort und "höchstwahrscheinlich jüdisch[en]" Ursprungs, denn das Wort Götze (ṭāʿyūtā) gebe es in dieser Form nicht im Syrischen.
Das Wort Tāghūt entstammt sprachhistorisch laut Abraham Geiger nichtsdestotrotz dem Syrischen und bedeutet "Götzen". Das Wort ṭāʿyūtā bedeutet demnach sowohl "in die Irre gehen", als auch "mehrere oder einer, die in die Irre gehen". Da das Syrische Wort ṭāʿā "Wanderstern" bedeutet, gibt es auch die These, dass "das pluralistische Abstraktum ṭāʿūtū, arab. ṭāġūt, [...] "Planeten" heisst und die "Planetengötter" bezeichnet".
Laut dem Eintrag in der Encyclopaedia of Islam war die ursprüngliche Bedeutung des Begriffs der Götzendienst, teils auch der Teufel. Im Laufe der Geschichte wurde Tāghūt – u. a. in Anlehnung an den Koran – von verschiedenen islamischen Gruppen gegen ihre Gegner benutzt.

## Tāghūt im Koran
Der Ausdruck ist im Koran vielfach belegt (u. a. Sure 2:256 [Kein Zwang im Glauben], 4:51, 4:60, 5:60, 39:17) und wird dort je nach Bedeutung als Maskulinum, Femininum oder im Plural konstruiert. Hier wird er jedoch zusammen mit dem Begriff dschibt (ǧibt), einem Synonym von Tāghūt, verwendet und bezeichnet die damaligen Feinde. Die Gläubigen werden aufgefordert, sich von beiden fernzuhalten und nur Gott zu dienen (Sure 16: 36 und 39:17). Die Ungläubigen hingegen wären Freunde der Tāghūt und würden an ihrer Seite kämpfen (Sure 2:257 und 4:76). Zudem wird Muhammad im Koran ermahnt, sich die Menschen genau anzusehen: unter ihnen gäbe es nämlich solche, die vorgeben würden, an das zu glauben, was ihm herabgesandt wurde – in Wahrheit allerdings "sich gleichzeitig an die Götzen (ṭāġūt) um Entscheidung ihrer strittigen Angelegenheiten" wenden wollen, wo ihnen doch befohlen worden ist, nicht daran zu glauben" (Sure 4:60).

## Verwendung innerhalb islamistischer und dschihadistischer Strömungen

### Ayatollah Chomeini
Chomeini verwendete Tāghūt in seinem Buch Der Islamische Staat (ḥokūmat-e eslāmī) als Erster im modernen politischen Kontext. Chomeini schrieb, dass es eine islamische Revolution benötige, um den Staat des Tāghūt [gemeint ist der säkulare Staat des Schah] durch einen islamischen zu ersetzen. Denn jedes nicht-islamische System hätte einen Tāghūt als Herrscher, was ein System der Beigesellung (neẓāmī-ye širk) wäre. Die Pflicht der Gläubigen sei es, diese Kräfte aus der Gesellschaft zu verbannen. Nur dadurch könne der einzelne Gläubige wieder zum Anstand finden. Den Begriff Tāghūt definiert Chomeini als jeden Aggressor und jede Gottheit, die nicht Gott selbst ist (har maʿbūd ġeir ḫodāwand).
Er zitiert in seinen Ausführungen aus dem Koran (Sure 4:60): „Hast du nicht jene gesehen, die behaupten, an das zu glauben, was (als Offenbarung) zu dir, und was (zu den Gottesmännern) vor dir herabgesandt worden ist, während sie sich (gleichzeitig) an die Götzen (aṭ-ṭāġūt) um Entscheidungen (ihrer strittigen Angelegenheiten) wenden wollen, wo ihnen doch befohlen worden ist, nicht daran zu glauben?“ Chomeini schreibt, dass sich viele, obwohl sie Muslime seien, an die Tāghūt für Gesetze (dastūr) wenden würden – obwohl man kufr auf sie anwenden müsse (be ān kufr šavand). Die Nichtigkeit dieses Vorhabens werde dadurch deutlich, dass „das islamische Volk sich in seinen Angelegenheiten nicht mit Beschwerden an Könige, Tyrannen oder die in ihrem Dienste stehenden Richter wenden darf“, da dies „einer Hinwendung zum Tāġut [sic.!], d. h. zu den illegitimen Kräften“ gleichkäme. Wenn ein Muslim „mit Hilfe dieser illegitimen Kräfte sein unbestreitbares Recht wiedererlangt, ist etwas Verbotenes geschehen, und man darf von dem Recht nicht Gebrauch machen“. Bei Chomeini bezeichnet der Begriff also die Herrscher, die unrechtmäßig ohne islamische Basis regieren.

### Indonesischer Dschihadismus
Indonesische Dschihadisten verwenden den Begriff Tāghūt (in diesem Kontext hat es die Bedeutung falsche Gottheiten) zur Rechtfertigung von Selbstmordattentaten. Während salafistische und wahhabitische Gruppierungen in Indonesien Selbstmordattentate mit Verweis auf den Koran, in welchem Selbstmord als eine Sünde beschrieben wird, ablehnen, liegt die Akzeptanz bei Dschihadisten darin, dass solche Anschläge Märtyreroperationen gegen die Feinde des einen Gott darstellten. Wenn man also die Tāghūt und ihre Anhänger angreife, wäre ein Selbstmordattentat keine hoffnungslose Situation eines Individuums mehr, sondern stünde im Dienste von etwas Höherem.

### Cemaleddin Kaplan
Auch bei Cemaleddin Kaplan nahm der Begriff Tāghūt eine zentrale Rolle ein.

### Die IS-Organisation
Schon von der deutschen Terrororganisation Millatu Ibrahim, die maßgeblich von Turkī al-Binʿalī inspiriert wurde und deren führende Köpfe mittlerweile in vom IS beherrschten Territorium sind, wurde der Begriff Tāghūt verwendet. Mit Verweis auf 4:76 („Diejenigen, die gläubig sind, kämpfen um Gottes willen, diejenigen, die ungläubig sind, um der Götzen (aṭ-ṭāġūt) willen. Kämpft nun gegen die Freunde des Satans! Die List Satans ist schwach.“) erklärten sie, dass „jeder, der für einen Taghut [sic.!] kämpft, der kämpft in Wirklichkeit für Satan“, „Denn Satan […] ist der Kopf aller anderen Tawaghit [sic.!]“. Der Kampf kann neben dem gewalttätigen auch auf dem Papier stattfinden. Viele Gelehrte würden versuchen, die Gesetze eines Tāghūt – ein jeder, der mit menschgemachten Gesetzen die Menschen regieren möchte – zu legitimieren. Diese „Gelehrten sind nicht nur normale Kuffar, sondern […] Tawaghit [sic.!] […]“.
Tāghūt ist laut dem Buch Kurs im Monotheismus (muqarrar fīṯ-tawḥīd) der IS-Organisation, welches in Trainingscamps von Rekruten gelernt werden muss und von Turkī al-Binʿalī verfasst wurde, alles, was befolgt wird, aber nicht von Gott stammt. Die Menschen hätten demnach angefangen, Tāghūt anstatt Gott anzubeten. In einer Publikation auf Arabisch wird Tāghūt in den Worten des Gelehrten ʿAbd Allāh Abā Batīn noch genauer auf die Politik angewandt. Tāghūt umfasse unter anderem die Ersetzung von Gottes Gesetzen mit denen der Dschāhilīya. Das Verständnis der IS-Organisation von Tāghūt im kontemporären ist also ähnlich dem von Chomeini: es beschreibt die als unislamisch wahrgenommenen Herrscher. Inwiefern oder ob die IS-Organisation überhaupt von dessen Definition inspiriert wurde, kann an dieser Stelle nicht erörtert werden. Auffallend sind nichtsdestotrotz die Ähnlichkeiten – und das obwohl die IS-Organisation Chomeini als „Rāfidī tāghūt“ bezeichnet.